# Guerre de l'Acre
Pour les articles homonymes, voir Acre.

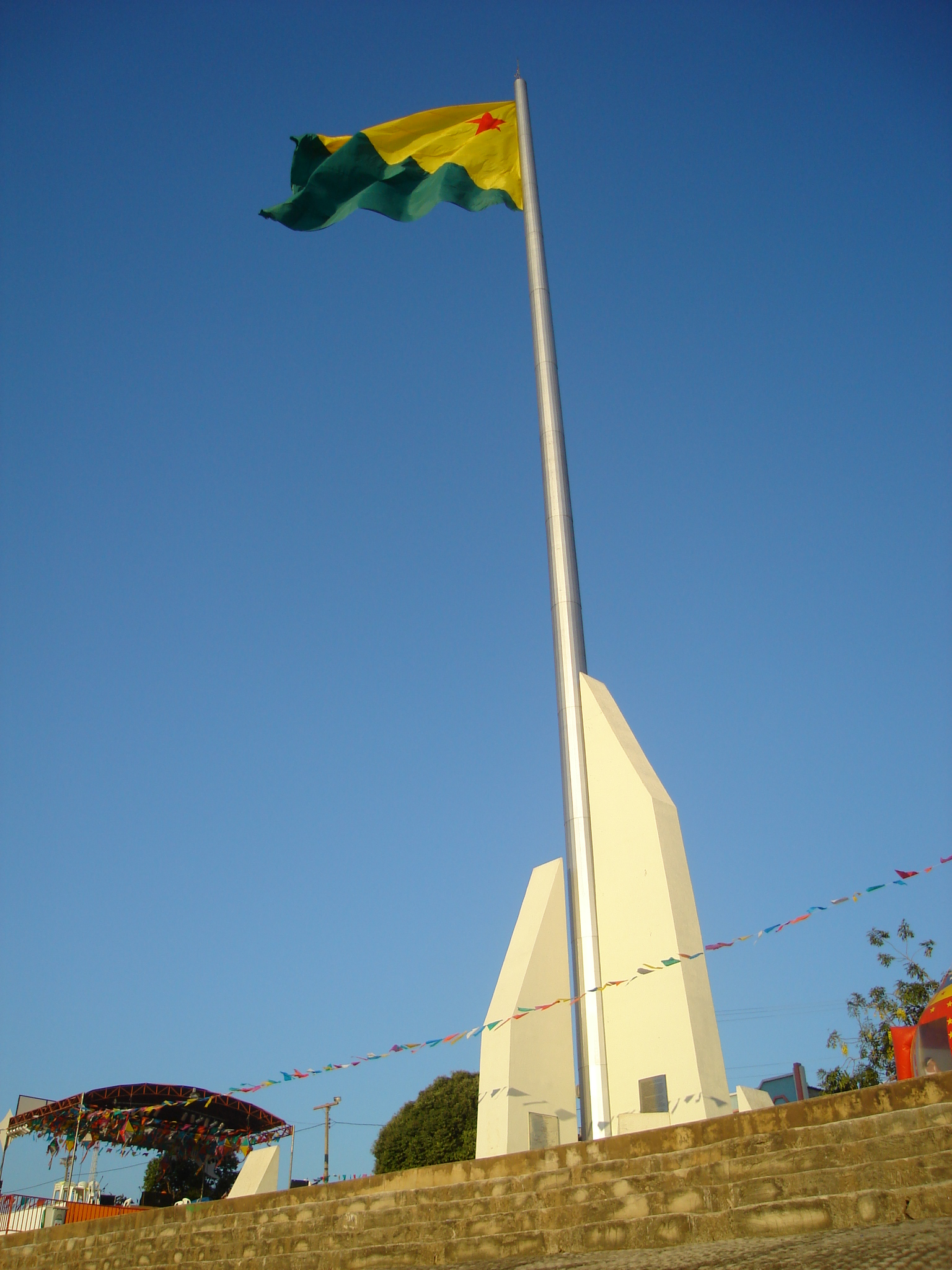
Monument du centenaire de la guerre de l'Acre à Rio Branco (Acre).

La guerre de l'Acre est un conflit frontalier entre la Bolivie et le Brésil ayant aussi affecté le Pérou et qui s'est déroulé en deux phases entre 1899 et 1903. L'enjeu était le contrôle du territoire d'Acre, riche en hévéas et en or. Le Brésil sortit vainqueur du conflit. Par le traité de Petrópolis (1903), il annexa des territoires anciennement boliviens et péruviens.